# Angelika Grüner
Angelika Grüner (17 novembre 1983) è un'ex sciatrice alpina italiana.

## Biografia
Originaria di Senales e attiva in gare FIS dal dicembre del 1998, la Grüner esordì in Coppa Europa il 21 dicembre 2000 a Les Orres in supergigante e in Coppa del Mondo il 27 dicembre 2003 a Lienz in slalom gigante, in entrambi i casi senza completare la prova. Conquistò il miglior piazzamento in Coppa del Mondo il 15 gennaio 2006 a Bad Kleinkirchheim in supergigante (15ª) e l'unico podio in Coppa Europa il 16 gennaio 2009 a Caspoggio in discesa libera (2ª). Prese per l'ultima volta il via in Coppa del Mondo il 24 gennaio successivo a Cortina d'Ampezzo in discesa libera (45ª) e si ritirò al termine di quella stessa stagione 2008-2009; la sua ultima gara fu lo slalom speciale dei Campionati italiani 2009, disputato il 28 marzo all'Alpe Cermis e non completato dalla Grüner. Non prese parte a rassegne olimpiche o iridate.

## Palmarès

### Coppa del Mondo
- Miglior piazzamento in classifica generale: 82ª nel 2005

### Coppa Europa
- Miglior piazzamento in classifica generale: 27ª nel 2004
- 1 podio:
  - 1 secondo posto

### South American Cup
- Miglior piazzamento in classifica generale: 23ª nel 2005
- 2 podi:
  - 2 terzi posti

### Campionati italiani
- 2 medaglie:
  - 1 oro (combinata[1] nel 2001)
  - 1 bronzo (slalom speciale nel 2001)